# Erislandy Álvarez
Erislandy Álvarez Borges (Cienfuegos, 14 de julio de 2000) es un deportista cubano que compite en boxeo. Participó en los Juegos Olímpicos de París 2024, obteniendo una medalla de oro en la categoría de 63,5 kg.

## Palmarés internacional
| Juegos Olímpicos | Juegos Olímpicos | Juegos Olímpicos | Juegos Olímpicos |
| Año              | Lugar            | Medalla          | Categoría        |
| ---------------- | ---------------- | ---------------- | ---------------- |
| 2024             | París (Francia)  | Medalla de oro   | 63,5 kg          |